# Southeastern League
La Southeastern League è un ex lega minore di baseball USA, attiva negli stati del Sud e del Sud-Est, con membri non affiliati alla Major League Baseball.
La lega nacque nel 2002 dopo la dismissione della All-American Association.  Nella stagione inaugurale parteciparono squadre di Montgomery, Ozark, Selma, Pensacola, Americus e Baton Rouge.  Le franchigie di Ozark e Americus fallirono a metà stagione, mentre i Pensacola Pelicans vinsero il campionato.
Nel 2003 arrivarono due nuove franchigie: Macon e Houma. Però i  Selma Cloverleafs fallirono dopo solo due partite, mettendo in difficoltà la lega per il resto della stagione. Inoltre i Macon Peaches andarono molto meno bene delle attese.  In finale Baton Rouge batté Pensacola 3 partite a 1.
Infine la lega non riuscì a sopravvivere all'arrivo di un team affiliato a Montgomery.  Gli Orlando Rays della Southern League, che avevano giocato a Walt Disney World per quattro anni, divennero i Montgomery Biscuits e presero il sopravvento in città.  Inoltre gli Springfield Ozark Mountain Ducks della Central Baseball League si spostarono a Pensacola.  La lega fallì prima della stagione 2004.
Squadre(2003):
- Baton Rouge RiverBats
- Houma Hawks
- Macon Peaches
- Montgomery Wings
- Pensacola Pelicans
- Selma Cloverleafs